# Teologia istoriei la sfântul Bonaventura
Teologia istoriei la sfântul Bonaventura (germană: Die Geschichtstheologie des heiligen Bonaventura) este titlul tezei de abilitare a lui Joseph Ratzinger, viitorul papă Benedict al XVI-lea, acceptată în anul 1957 de comisia Facultății de Teologie a Universității „Ludwig-Maximilian” din München și publicată în anul 1959. În traducere românească cartea a apărut în anul 2019 la editura Sapientia din Iași.

## Contextul istoric al cărții
Drumul acestei cercetări referitoare la gândirea lui Bonaventura este însă unul foarte amplu, iar în spatele său se află o adevărată dramă. Ratzinger avea să dedice un întreg capitol „dramei abilitării” în volumul său de memorii publicat cu titlul Aus meinem Leben. Erinnerungen, 1927-1977 [Din viața mea. Amintiri, 1927-1977].
Doctor în teologie din anul 1953, cu o teză intitulată Poporul și casa lui Dumnezeu în doctrina lui Augustin despre Biserică, publicată apoi un an mai târziu, Ratzinger decide, la îndemnul profesorului său coordonator, Gottlieb Söhngen, ca în continuarea acestei prime cercetări în domeniul teologiei patristice să se aplece și asupra gândirii teologice medievale.
Mult mai atras de tradiția augustiniană decât de cea tomistă, Ratzinger alege să se dedice celui mai mare reprezentant al augustinismului medieval, sfântul Bonaventura. Dacă lucrarea sa de doctorat acoperea o temă de ecleziologie, în cadrul lucrării de abilitare el decide să cerceteze cealaltă mare temă a teologiei fundamentale, anume conceptul de Revelație. Cercetarea conceptului de Revelație la Bonaventura avea însă să se dezvăluie ca fiind în strânsă legătură cu înțelegerea istoriei care provenea din fenomenul reprezentat de Francisc din Assisi și din profețiile lui Gioacchino din Fiore. Astfel, lucrarea sa de abilitare înmânată comisiei la sfârșitul anului 1955 purta titlul Înțelegerea revelației și teologia istoriei la Bonaventura.
Teza din 1955 a fost respinsă în urma obiecțiilor profesorului Michael Schmaus⁠(de)[traduceți]. O nouă variantă, înaintată în 1957, a fost acceptată de comisia Facultății de Teologie a Universității din München.
În urma obținerii acestui titlu academic, profesorul Joseph Ratzinger, pe atunci în vârstă de 30 de ani, a parcurs o strălucitoare carieră academică, ce îl va purta timp de 20 de ani pe la cele mai importante catedre de teologie din Germania: Bonn, Münster, Tübingen și Regensburg.

## Tema cărții
Preocuparea pentru teologia și filosofia istoriei apare în timpurile de criză ale istoriei umane. Prima mare teologie creștină a istoriei, De civitate Dei contra paganos, a episcopului Augustin din Hipona, a tematizat criza Imperiului Roman. De atunci încercarea de a înțelege istoria într-o manieră teologică a fost reluată mereu în teologia occidentală.
De fapt, deja din perspectiva Noului Testament și a escatologiei sale, istoria devenise fundamental „critică”. Însă, în Evul Mediu clasic, mai precis în secolul al XIII-lea, această încercare de scrutare a istoriei a atins un nou punct culminant. Motivele acestui lucru țin, în primul rând, de noul tip de profetism istoric dezvoltat de abatele Gioacchino din Fiore și, în al doilea rând, de faptul că acest profetism istoric și-a câștigat forța inflamatoare prin confirmarea extraordinară care și-a găsit concretețea în persoana și activitatea sfântului Francisc din Assisi. Aceste două elemente s-au răsfrânt într-o profundă interogare a formei medievale a istoriei, din care s-a putut dezvolta o nouă și amplă teologie a istoriei.
Acest al doilea nou vârf de referință al reflecției creștine asupra istoriei îl reprezintă Collationes in Hexaemeron a sfântului Bonaventura din Bagnoregio. Prin urmare, studiul de față, care este destinat să fie o prezentare a teologiei istoriei sfântului Bonaventura, va fi preocupat în primul rând de analizarea acestei lucrări. Cu toate acestea, nu trebuie să trecem cu vederea relația dintre această lucrare și întreaga operă bonaventuriană și nici să ocolim rădăcinile pe care această operă le are în universul spiritual de care aparținea Bonaventura.
Prin urmare, putem stabili următorul plan pentru studiul de față: în primul rând, trebuie să scoatem la lumină afirmațiile de teologie a istoriei care sunt conținute în Collationes in Hexaemeron și să le supunem unei analize precise și detaliate. Din păcate, aceste afirmații nu sunt prezentate de către Bonaventura într-un mod sistematic, ci doar dispersat și adesea într-o formă enigmatică și obscură (Capitolul I). Apoi, pe baza acestor afirmații particulare, vom încerca să scoatem la suprafață ideea centrală a lui Bonaventura despre speranța istorică (Capitolul II). Această prezentare a doctrinei sfântului Bonaventura ar trebui mai apoi să ne permită să o încadrăm în fluxul tradiției, fie și numai într-un mod sintetic (Capitolul III). În cele din urmă, plecând de la cunoștințele dobândite în acest studiu, vom încerca să contribuim la problema devenită din nou controversată a formei gândirii bonaventuriene în general (Capitolul IV).
Profesorul Alexander Baumgarten, specialist în filosofie medievală, sintetizează cartea lui Ratzinger astfel: „În tradiția de lectură a Scripturii, părinții Bisericii sunt de acord asupra unei pluralități a sensurilor interpretării. Pe acest acord s-a bazat o filosofie a istoriei, lansată de Augustin, în Despre cetatea lui Dumnezeu: sensul istoriei stă pe un plan al mântuirii, deși el se poate împlini doar extraistoric. Treptat (prin Rupert din Deutz, Anselm din Havelberg și Honorius din Autun) această idee a primit determinații prin care autorii identifică fapte istorice cu proiecția augustiniană. În secolul al XII-lea Gioacchino din Fiore a dat o turnură originală ideii, suprapunând acțiunile separate ale persoanelor Treimii cu epoci istorice distincte și anunțând încheierea epocilor Tatălui și Fiului și sosirea epocii Spiritului: împlinirea planului mântuirii devine intraistorică. Această idee a fost cuplată în jurul anului 1240 cu mesianismul franciscan prin Gerard de Borgo San Donnino, prin care ordinul devenea identic celui spiritual, care înfățișa sfârșitul istoriei. Bonaventura, ca general al ordinului său, în prelegerile sale despre creația divină din 1273 (Collationes in Haexaimeron) a criticat această atitudine, deosebind cele două ordine, dar recuperând în gândirea sa ideea unei împliniri intraistorice a mântuirii. El vorbește astfel, pentru Ratzinger, despre „speranța unei transformări intraistorice a Bisericii“ (p. 41), identificându-l pe Francisc cu „îngerul care se înalță de la răsăritul soarelui“ din Apocalipsa, 7,2. Ca argumente, el reînnoiește tradiția credinței în pluralitatea sensurilor Scripturii, identificând în ele o serie de „arătări“ profetice (theoriae, revelationes), și oferind astfel o variantă a profetismului gioacchimist care nu mai este ancorată pe prezența exclusivă a Spiritului, ci a Fiului, care nu mai identifică brutal cele două ordine, dar păstrează ideea mântuirii intraistorice sub forma ideilor de speranță și de pace.”